# Tàngara cella-roja
La tàngara cella-roja (Heterospingus xanthopygius) és un ocell de la família dels tràupid (Thraupidae).

## Hàbitat i distribució
Habita la selva pluvial i vegetació secundària de les terres baixes a l'extrem oriental de Panamà, oest i nord de Colòmbia i nord-oest de l'Equador.